# Czupowo
Czupowo (Duits: Schupowen; 1938-1945: Schuppau) is een plaats in het Poolse woiwodschap Ermland-Mazurië, in het district Gołdap. De plaats maakt deel uit van de landgemeente Banie Mazurskie.